# Åsnan och kampen mot Halvmåneriddaren
Åsnan och kampen mot Halvmåneriddaren (originaltitel: Donkey Xote) är en 3D animerad barnfilm från 2007 som är baserad på Miguel Cervantes roman Don Quijote.

## Svenska röster
- Bengt Carlsson – Rucio
- Ulrik Spjut – Don Quijote
- Mats Nilsson – Sancho, utropare
- Linus Lindman – Rocinante, Sampson
- Jenny Wåhlander – Altisidora
- Gunilla Orvelius – hertiginnan, berättarröst
- Peter Kjellström – Hertigen
- Niclas Ekholm – Tuppen James
- Övriga röster – Christian Jernbro, Daniel Bergfalk, Johan Wilhelmsson
- Översättning – Anna Engh
- Regi – Christian Jernbro
- Tekniker – Andreas Eriksson, Christian Jernbro, Daniel Bergfalk, Johan Wilhelmsson
- Svensk version producerad av KM Studio AB för Audio Resort A/S[2]